# Wolfgang Rossi
Wolfgang Rossi (* 20. Jahrhundert als Wolfgang Klosinski) ist ein deutscher Moderator und Redakteur.

## Leben
Rossi studierte 1981 bis 1986 Politikwissenschaft in Frankfurt am Main, parallel von 1985 bis 1986 Pädagogik. 1997 belegte er einen Stimmbildungskurs und führt bis heute Materialstudien durch. Von 1982 bis 1986 war Wolfgang Rossi als Lokalreporter bei der Taunus-Zeitung tätig, ehe er 1986 zusammen mit Kollegen das erste Journalistenbüro in Frankfurt am Main gründete. Seine Artikel erschienen unter anderem im Magazin ran, in der taz, in Öko-Test und im Börsenblatt. Seine ersten Beiträge für den Hessischen Rundfunk lieferte er 1987.
Seit 1999 ist er Wetter-Redakteur und Moderator in der ARD für Das Erste und im HR-Fernsehen (Alle wetter!).